# Oshawa Generals
A Oshawa Generals kanadai jégkorongcsapat. Az OHL-ben a Keleti főcsoportban Keleti Divíziójában játszanak. A klub hazai mérkőzéseiket a General Motors Centre stadionban játsszák.

## Jelenlegi keret
| Centerek | Centerek       |
| -------- | -------------- |
| 13       | J.P Labardo    |
| 19       | Cole Cassels   |
| 20       | Brian Hughes   |
| 21       | Scott Laughton |
| 22       | Boone Jenner   |

| Szélsők | Szélsők          |
| ------- | ---------------- |
| 10      | John Urbanic     |
| 15      | Andy Andreoff    |
| 17      | Nicklas Jensen   |
| 23      | Scott Sabourin   |
| 24      | Sebastian Uvira  |
| 27      | Christian Thomas |
| 32      | Emerson Clark    |
| 34      | Josh Graves      |
| 38      | Lucas Lessio     |

| Védők | Védők               |
| ----- | ------------------- |
| 3     | Josh Brown          |
| 5     | Daniel Maggio       |
| 7     | Chris Carlisle      |
| 8     | Julian Melchiori    |
| 16    | Matt Petgrave       |
| 25    | Colin Suellentrop   |
| 26    | Nick Quinn          |
| 28    | Geoffrey Schemitsch |

| Kapusok | Kapusok           |
| ------- | ----------------- |
| 30      | Kevin Bailie      |
| 33      | Daniel Altshuller |